# Heartland (geografia)
Heartland – jeden z elementów koncepcji geograficznej osi historii, przedstawionej przez Halforda Johna Mackindera na posiedzeniu Royal Geographical Society w 1904 roku.

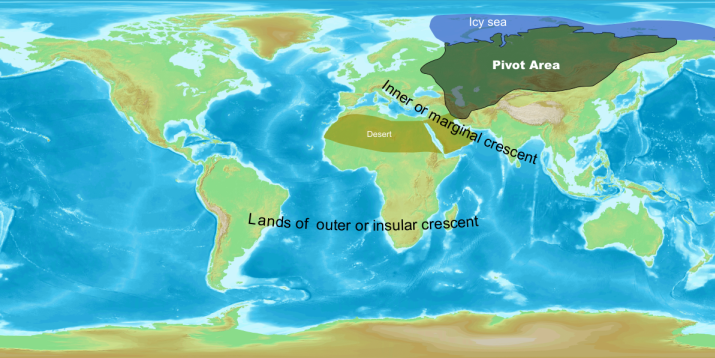
Koncepcja Heartlandu Halforda Mackindera

Heartland miał być według niej jądrem Wyspy Świata, naturalną fortecą, obszarem warunkującym panowanie nad resztą globu. Tworzyć go miały terytoria obejmujące Rosję, zachodnie Chiny, Mongolię, Afganistan, Beludżystan oraz Iran. Na słabe strony tej teorii wskazywał m.in. Nicholas Spykman, formułując koncepcję Rimlandu.